# 알렉산드리아 경기장
알렉산드리아 경기장(아랍어: إستاد الأسكندرية, 영어: Alexandria Stadium)은 이집트 알렉산드리아 모하람 베이 지구에 있는 다목적 경기장이다. 푸아드 1세 왕에 의해 1929년에 지어졌다. 알렉산드리아 경기장은 2016~2017년에 리모델링 및 보수 공사를 거쳐 현재 13,660명을 수용할 수 있다. 이집트에서 개최된 1974년 아프리카 네이션스컵, 1986년 아프리카 네이션스컵, 2006년 아프리카 네이션스컵, 2009년 FIFA U-20 월드컵, 2019년 아프리카 네이션스컵에 사용된 경기장이었다.

## 사진

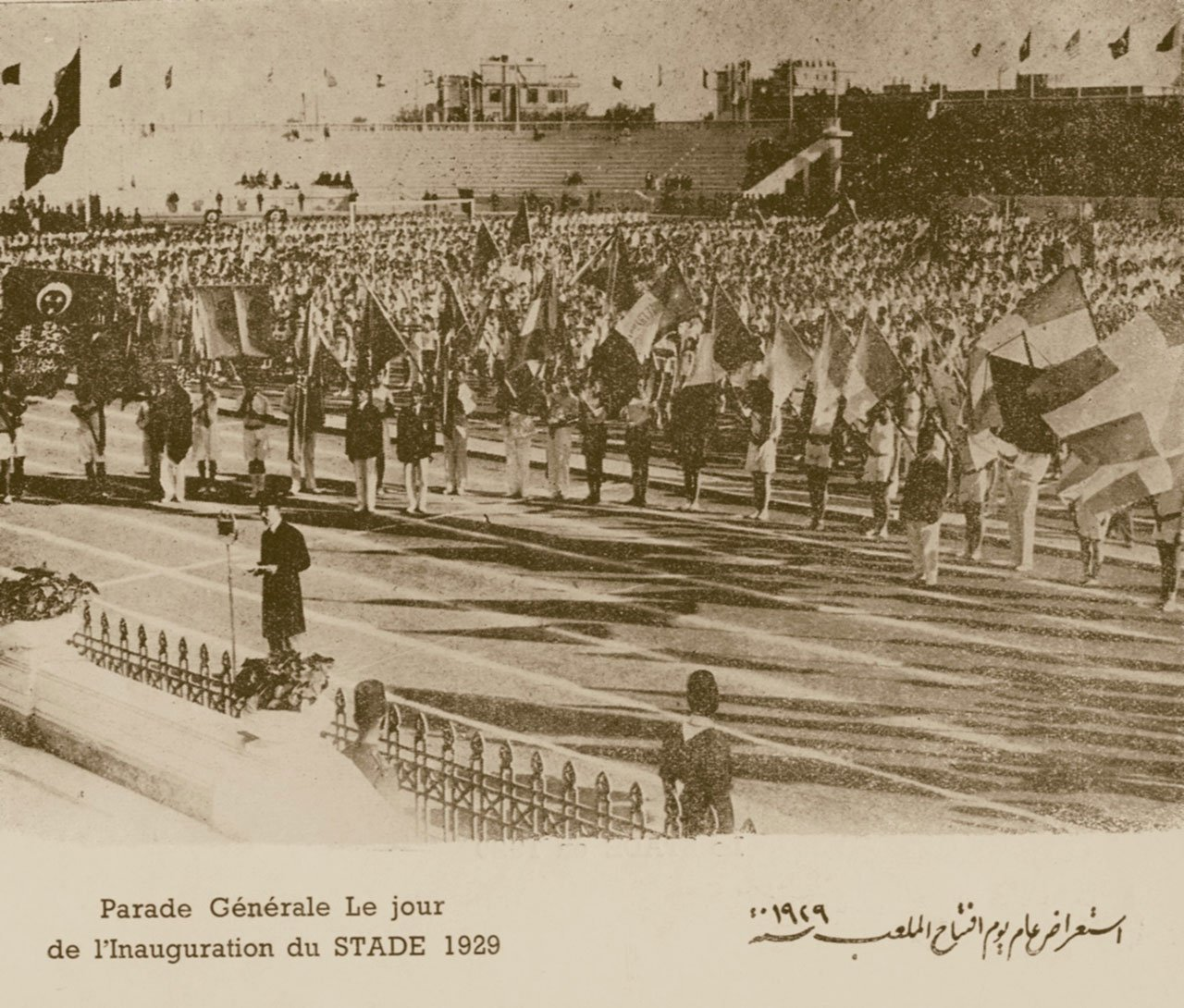
1929년 경기장 사진
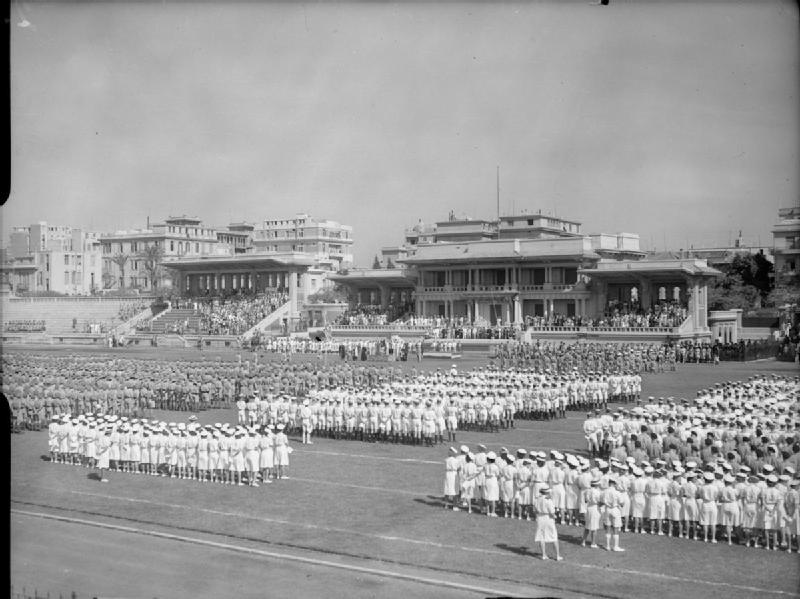
영국 해군이 1942년 제2차 세계 대전 당시 경기장에서 공연을 한 사진
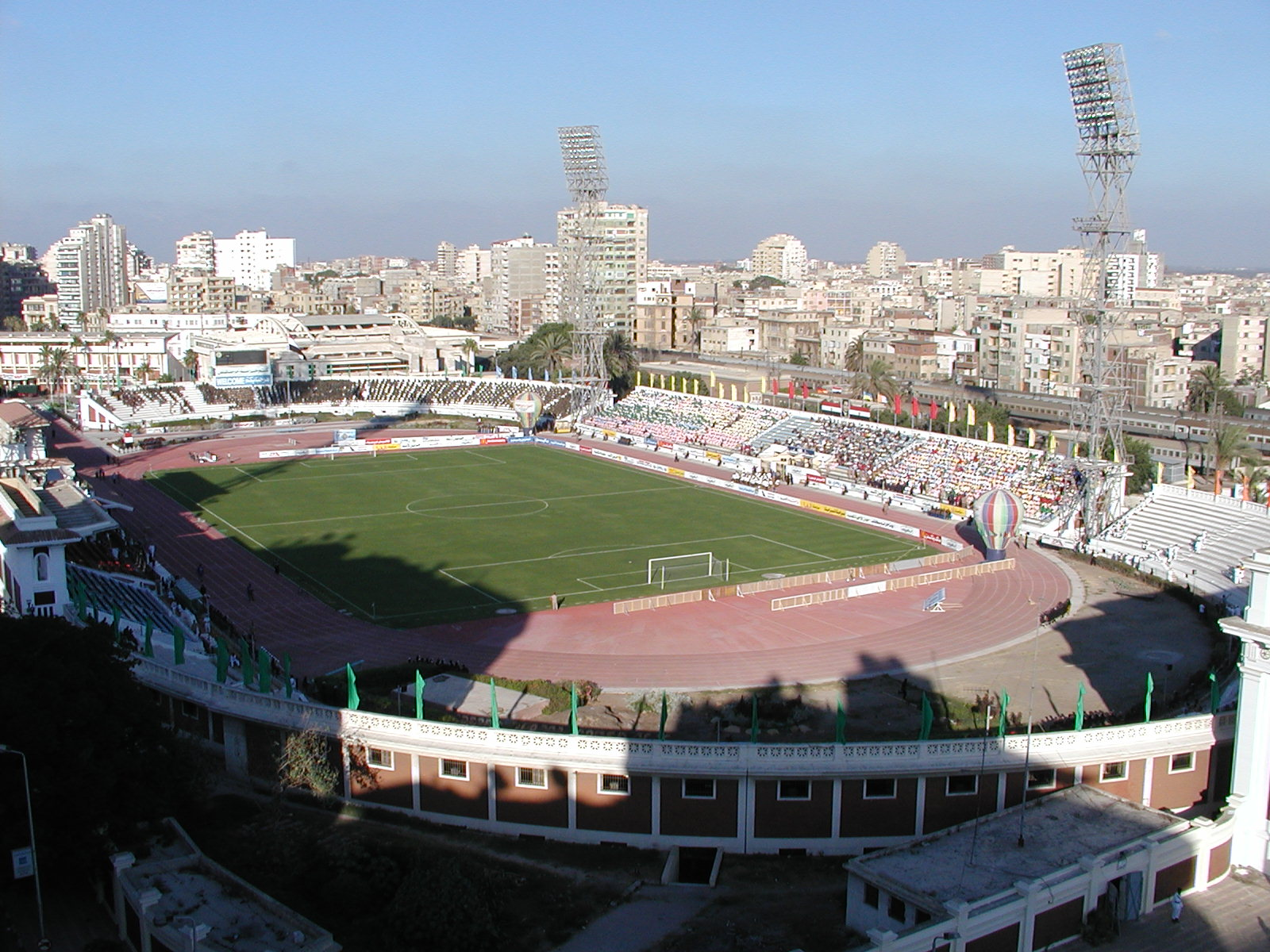
2006년경기장 사진
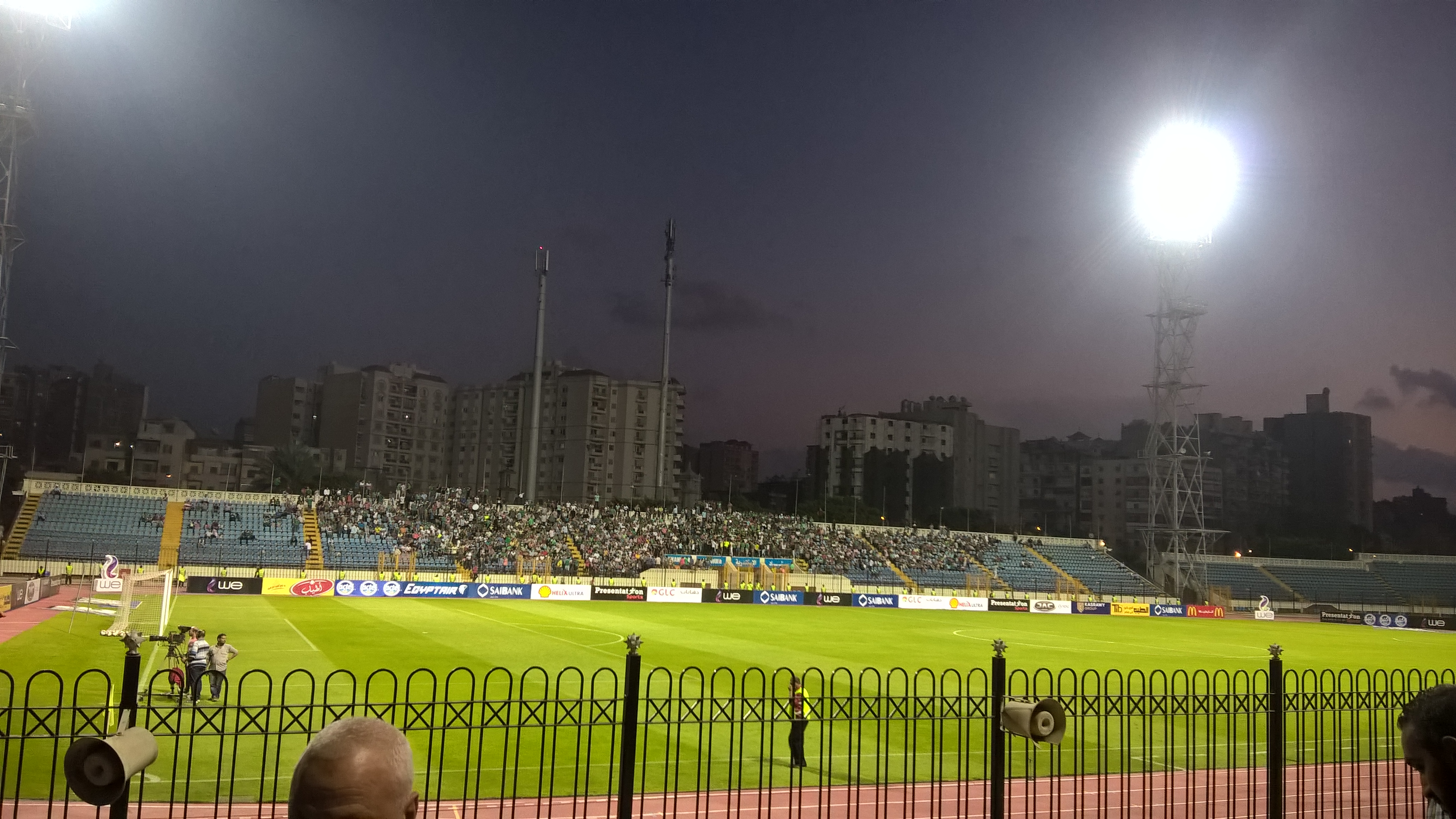
2018년 경기 사진
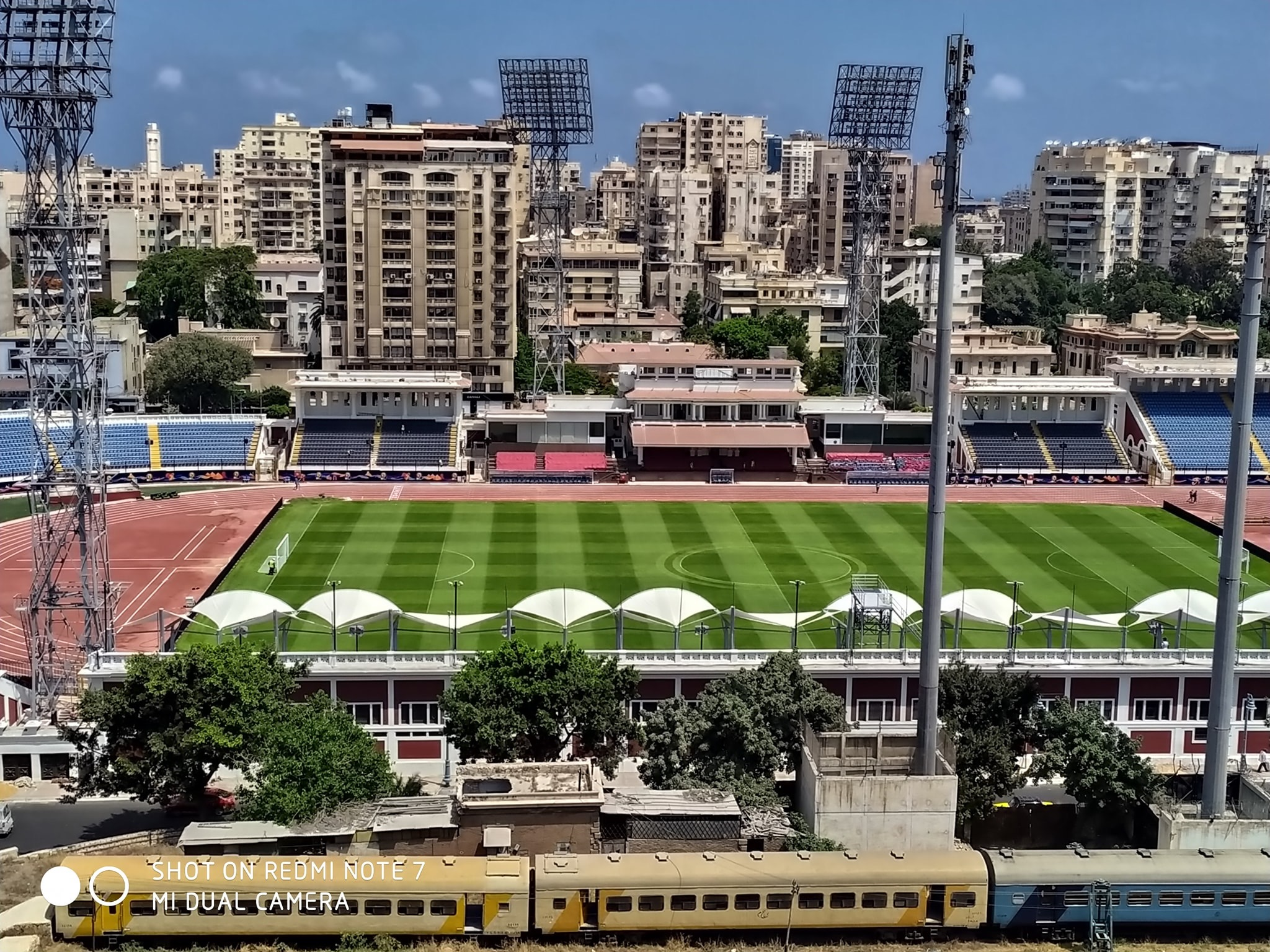
2019년 아프리카 네이션스컵을 앞두고 리모델링을 거친 경기장 전경

## 같이 보기
- 보르그엘아랍 경기장
- 하라스 엘 호도우드 경기장
- 알렉산드리아